# الفرقة 109 (الجيش الإمبراطوري الياباني)
كانت الفرقة 109 (第 109 師 団، داي-هياكوكيو سيدان) فرقة مشاة تابعة للجيش الإمبراطوري الياباني. كان رمز النداء الخاص بها هو فرقة العزيمة (膽 兵 団، تان هيدان). تشكلت في 24 أغسطس 1937 في كانازاوا كفرقة مربعة، بالتزامن مع الفرقة 108. كانت نواة التشكيل هي مقر الفرقة التاسعة. وفي بداية تأسيسها كانت تابعة للجيش الياباني في منطقة شمال الصين.

## وصلات خارجية
- "師　団　Ⅰ". Organization of IJA Divisions. اطلع عليه بتاريخ 2015-01-02., japanisch
- "Sorties Into Hell: The Hidden War on Chichi Jima". Google Books. اطلع عليه بتاريخ 2015-03-25.